# Русинга (остров)

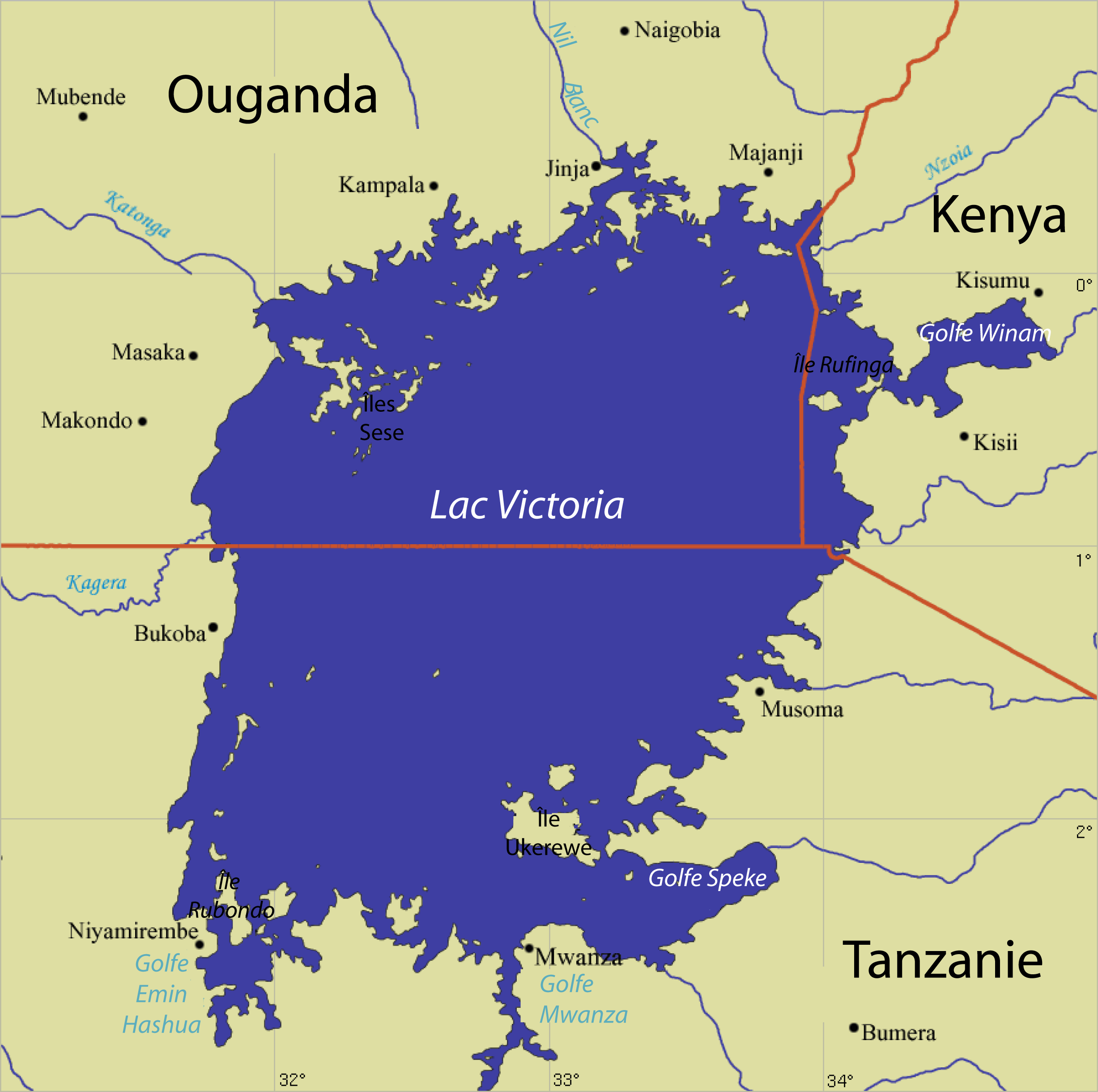
Остров Русинга отмечен в северо-восточном углу

Русинга (Рузинга, англ. Rusinga Island) — остров в восточной части озера Виктория, в заливе Винам (Кавирондо), на юго-западе Кении, в провинции Ньянза. Длина острова 16 километров, ширина 5 км, площадь 42 км². Отделён от материка одноимённым проливом.  Расположен западнее городов Хома-Бей (на побережье бухты Хома) и Кисуму, северо-восточнее острова Мфангано (Мфвангану). Соединён мостом с поселением Мбита на материке. Мбита соединена паромом с противоположным берегом залива. На острове Русинга находятся аэродром и вертолётная площадка.
Климат региона полувлажный или полузасушливый. Острова Русинга и Мфангано населены народом суба группы банту, на который оказал влияние более доминирующий народ луо посредством взаимодействия и смешанных браков. Большинство суба живут на острове Мфангано. С 2013 года суба проводят на острове Русинга ежегодный культурный фестиваль Rusinga Festival в течение двух дней на предрождественской неделе в декабре. В 2018 году фестиваль посетило 8000 человек из 13 стран. Название острова происходит от слова Eluzinga, что на языке суба означает «остров».
Более 100 видов птиц были зарегистрированы вокруг острова Русинга, некоторые из которых находятся под угрозой исчезновения. На острове также обитает нильский варан, крупнейшая из африканских ящериц.

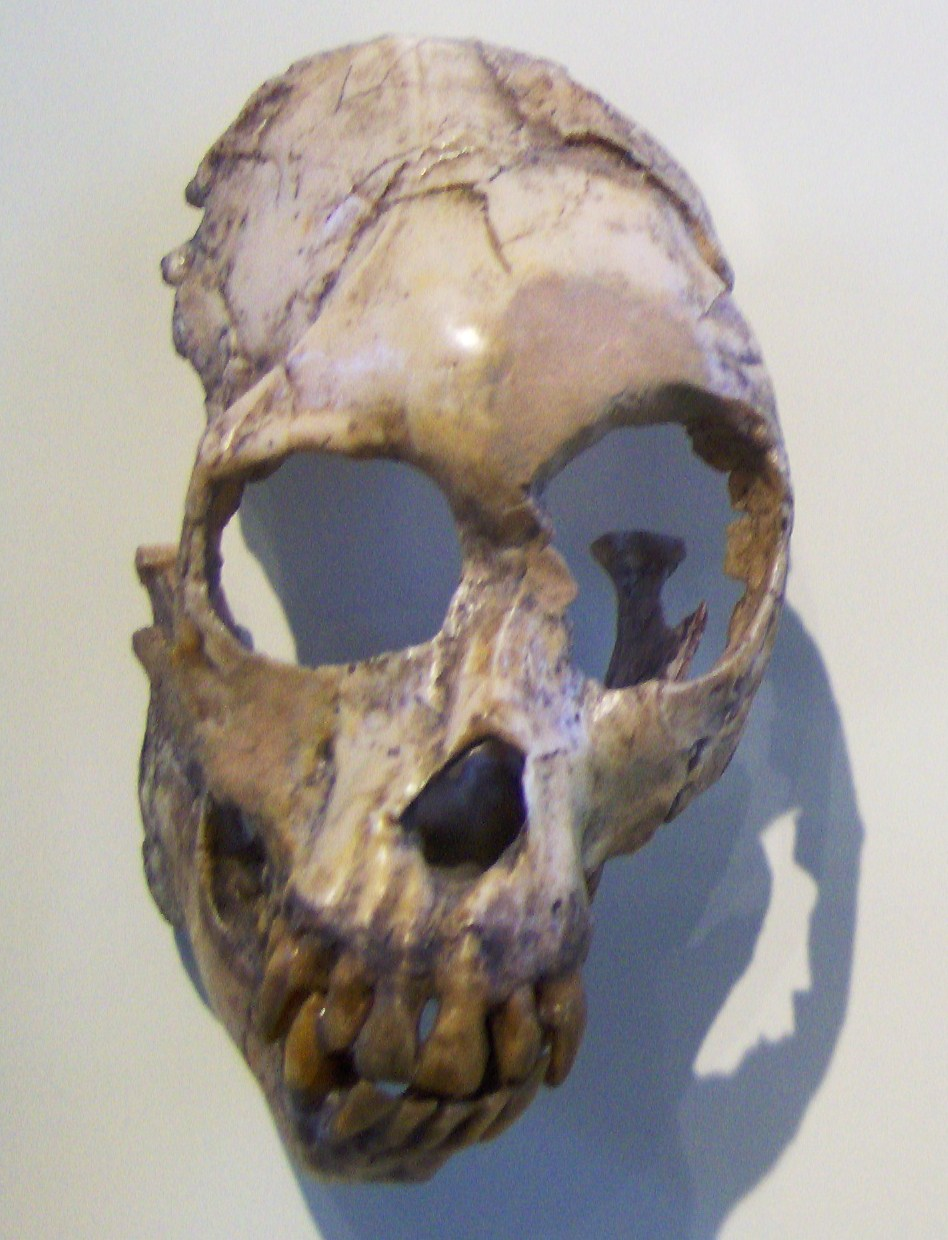
Череп проконсула KNM-RU 7290, найденный на острове Русинга в 1948 году. 18 млн лет. Музей естествознания в Лондоне

Остров Русинга богат окаменелостями. На острове Русинга 2 октября 1948 года Мэри Лики нашла почти полный череп ископаемоего предка человекообразных Proconsul KNM-RU 7290, принадлежащий виду Proconsul heseloni, возрастом 18 млн лет. Находку Мэри и Луис Лики отметили успешным зачатием своего ребёнка Филипа, который родился 21 июня 1949 года.
Керан МакНалти (Kieran McNulty) из университета Миннесоты в Миннеаполисе и его коллеги нашли на острове Русинга обширную ископаемую лесную систему и восстановили среду обитания Proconsul heseloni. Годовая температура колебалась от 22,6 до 34,5 °C, а осадки были обильными.
Ископаемая фауна Рузинга представлена животными открытых пространств. На острове Русинга найдены фоссилии рода палеотрагусов из семейства жирафовых.
На Русинга похоронен генеральный секретарь Национального союза африканцев Кении (КАНУ), министр экономического планирования, один из главных приверженцев прозападного курса Кении, Том Мбойя, убитый в Найроби в 1969 году.